# 量子级联激光器
量子级联激光器（Quantum Cascade Laser, 缩写：　ＱＣＬ）是一种能够发射光谱在中红外（Midwave Infrared）和远红外频段激光的半导体激光器。它是由贝尔实验室哲罗姆·菲斯特、费德里科·卡帕索等人于1994年率先实现。
通常的半导体激光器是发光的机制是导带和价带中的电子空穴对在复合过程中发出光子，而量子级联激光器的原理则是，在多层半导体形成的周期性量子阱超晶格结构中，利用其子能带之间的电子跃迁发光，这个想法首先由R.F. Kazarinov和R.A. Suris在1971提出，论文题目为《在超晶格结构半导体中实现电磁波放大的可能性》（Possibility of amplification of electromagnetic waves in a semiconductor with a superlattice）。

## 激光类型
尽管量子级联增益介质可用于产生超发光配置的非相干光，但它最常用于与光学腔结合以形成激光。

### 法布里-珀罗激光器
这是量子级联激光器中最简单的一种。 首先用量子级联材料制造光波导以形成增益介质。 然后切割晶体半导体器件的端部以在波导的任一端上形成两个平行的反射镜，从而形成法布里-珀罗（Fabry-Pérot）谐振器。 从半导体到空气界面的解理面上的残余反射率足以产生谐振器。 法布里-珀罗量子级联激光器能够产生高功率，但在较高工作电流下通常是多模式。 可以通过改变量子级联装置的温度来主要改变波长。

### 分布式反馈激光器
分布式反馈（Distributed feedback, 缩写：　DFB）量子级联激光器类似于法布里-珀罗激光器，除了在波导顶部构建的分散式布拉格反射器（DBR）以防止其以不同于所需波长的方式发射。 这迫使激光器的单模操作，即使在较高的工作电流下也是如此。 DFB激光器可以通过改变温度来进行调谐，尽管通过脉冲DFB激光器可以获得有趣的调谐变体。 在这种模式下，激光的波长在脉冲过程中迅速“啁啾(Chirp)”，从而可以快速扫描光谱区域。

### 外腔量子级联激光器

利用Littrow结构衍射光栅提供频率选择性光反馈的外腔量子级联器件示意图。

在外腔（External cavity, 缩写：　EC）量子级联激光器中，量子级联器件用作激光增益介质。 波导小平面中的一个或两个具有抗反射涂层，其抵抗切割小平面的光学腔作用。 然后将镜子布置在量子级联装置外部的配置中以产生光学腔。
如果在外腔中包括频率选择元件，则可以将激光发射减少到单个波长，甚至可以调谐辐射。 例如，衍射光栅已被用于制造可调谐激光器，其可调谐其中心波长的15％以上。

### 扩展调谐设备
存在几种仅使用单片集成元件来扩展量子级联激光器的调谐范围的方法。 集成加热器可以将固定工作温度下的调谐范围扩展到中心波长的0.7％，通过Vernier效应工作的上层结构光栅可以将其扩展到中心波长的4％，相比之下，标准DFB设备<0.1％。

## 应用
法布里－珀罗（Fabry-Perot　缩写FP）量子级联激光器于1998年首次商业化，分布式反馈（DFB）器件于2004年首次商业化，并且广泛可调谐的外腔量子级联激光器于2006年首次商业化。高光功率输出，调谐范围和室温操作使量子级联激光器（QCL）可用于光谱应用，如环境气体和大气污染物的遥感和安全应用。 它们最终可用于在能见度差条件下的车辆巡航定速，防撞雷达，工业过程控制，和医疗诊断如呼吸分析仪。 量子级联激光器也用于研究等离子体化学。